# Golești (Vâlcea)
Goleşti è un comune della Romania di 2 709 abitanti, ubicato nel distretto di Vâlcea, nella regione storica della Muntenia.